# Almoneda (obra de teatro)
Almoneda es el título de una obra de teatro compuesta por el dramaturgo español José María Pemán, en 1936. Es la tercera comedia de Pemán en prosa, pero es la primera en que abordó una tesis transcendente. Está escrita en la primavera de 1936, en plena fiebre revolucionaria española. El autor contó en algunas declaraciones de prensa, años después, que algún día, mientras escribía en Cádiz, en un mirador de cristales donde tenía su escritorio, vio levantarse sobre la ciudad las columnas de los incendios de algunos templos. Ecos de estas impresiones se advierten en el acto primero de esta comedia.

## Argumento
La comedia se inicia en el hogar de un político, cuya hija Cecilia afronta una entrevista con un grupo de huelguistas que van a retirar a las criadas. Resuelto el litigio, se espera la llegada de la hija menor Pilar, elegida Miss Europa.
En el segundo acto nos cuenta las andanzas de la corte de admiradores de Pilar en la playa, y sus extrañas relaciones con un músico negro, Nikita, jazzman y traficante de drogas, de quien, por un arrebato de celos, averiguamos su irreparable irrupción en la existencia de Pilar.
Trama Pilar una fuga con Carlón, que la abandona al conocer que está embarazada del músico. 
Mientras tanto, su familia, en mala situación económica, decide poner en almoneda todos sus bienes en la capital para trasladarse a vivir a su finca de Extremadura.
El tercer y último acto se desarrolla en la cortijada extremeña, donde la familia se retira. Pilar ha tenido al niño “moro”. La atribulada Miss Europa, lejos ya de su vida alocada, llora su culpa al abrigo del amoroso cuidado de su hermana. 
Al final Carlón, el amigo de la fuga, vuelve para rehacer su vida con Pilar, mientras que Cecilia, su hermana, acepta sonriente ante el mundo, esa maternidad del “niño moro” que los campesinos extremeños le atribuyen.

## Personajes
Los principales personajes de la obra con el reparto del estreno son:
- Cecilia…… Carmen Díaz
- Pilar……… Maruja García Alonso
- Don Eloy… José Alburquerque
- Nikita……. Vicente Soler
- Carlón…… Manuel Luna

## Interpretaciones y crítica
El autor presentó la obra, el día de su estreno, con una extensa autocrítica en la que relató todas las circunstancias explicadas y preparó al público para entender la comedia.
Estrenada en plena guerra civil, lógicamente tuvo un “éxito clamoroso” de crítica y público.
Es una de las raras comedias españolas, con clara tesis racista, teñida de una cierta caridad cristiana. No obstante, no pudo traducirse al alemán en la época de su estreno, porque la obra no sería bien recibida por el público nazi, por el modo de abordar el tema de la raza.

## Representaciones
La guerra civil española impidió el estreno de Almoneda en la fecha proyectada – octubre de 1936 -. El autor retuvo algún tiempo la obra en su poder, pero al prolongarse la guerra, y serle pedida por la actriz Carmen Díaz, que mantenía en la zona sublevada, con muy pocos otros, el teatro, fue dada al público en Sevilla, el 9 de abril de 1937, en el Teatro San Fernando. Antes de esto, el 27 de enero de 1937 se informaba en la prensa de la llegada de Pemán a Valladolid desde San Sebastián para hacer una lectura de la obra con la actriz Carmen Díaz.